# ФК ПАОК
ФK ПАОК (грч. Π.Α.Ο.Κ. – Πανθεσσαλονίκειος Αθλητικός Όμιλος Κωνσταντινουπολιτών), у преводу Пантесалијски спортски клуб Константинопољаца, је грчки фудбалски клуб из Солуна, који се тренутно такмичи у Суперлиги Грчке. Основали су га становници Константинопоља који су пребегли у Солун због Грчко-турског рата (1919—22). У знак сећања на Византију и на родни град, на грбу клуба се налази византијски двоглави орао са скупљеним крилима, и у саставном делу имена клуба је Константинопољ, грчки назив за данашњи Истанбул.
ПАОК је целу историју провео у највишем рангу, освојивши 4 титуле првака Грчке и 8 купова. Према истраживању из 2007. године, око 9% свих активних грчких фудбалских навијача подржавају ПАОК, клуб највише навијача има у северној Грчкој где га подржава 30% људи.
Братски тимови ПАОК-а су Партизан као и ЦСКА Москва.

## Трофеји
- Суперлига Грчке
  - Првак (4) : 1975/76, 1984/85, 2018/19, 2023/24.
  - Вицепрвак (11) : 1936/37, 1939/40, 1972/73, 1977/78, 2009/10, 2012/13, 2015/16, 2017/18, 2019/20, 2020/21, 2021/22.
- Куп Грчке
  - Освајач (8) : 1971/72, 1973/74, 2000/01, 2002/03, 2016/17, 2017/18, 2018/19, 2020/21.
  - Финалиста (15) : 1938/39, 1950/51, 1954/55, 1969/70, 1970/71, 1972/73, 1976/77, 1977/78, 1980/81, 1982/83, 1984/85, 1991/92, 2013/14, 2021/22, 2022/23.

## Стадион
Име: Стадион Тумба

Локација: Солун, Македонија, Грчка

Изграђен: 1959.

Капацитет: 28.703 места

Власник: А. С. ПАОК Солун
Постоје планови за нови стадион у власништву клуба.

### Пензионисани бројеви
- 17 –  Панајотис Кацурис (у част играчу ПАОК-a који је погинуо у саобраћајној несрећи 1998. године)
- 12 – Навијачи ПАОК-a (у част навијача, јер се сматрају као 12. играч на терену)